# Kangavar
Kangavar (em persa: كنگاور, Kangâvar; também romanizado como Kangāvar) é uma cidade e capital do Condado de Kangavar, na província de Quermanxá, Irã. No censo de 2006, sua população era de 48.901, em 12.220 famílias.
Kangavar está localizado na parte oriental da província de Quermanxá, na moderna estrada de Hamadã a Quermanxá, idêntica a um traço da Rota da Seda, localizada a uma distância de cerca de 75 km de Hamadã e 96 km de Quermanxá.